# آگیا دیناتی
آگیا دیناتی (به لاتین: Agia Dynati) یک کوه در یونان است که در Cefalonia, Greece واقع شده‌است. آگیا دیناتی ۱٬۱۳۱ متر بالاتر از سطح دریا واقع شده‌است.